# Серебряные головы
«Серебряные головы» — фантастический фильм режиссёра Евгения Юфита 1998 года.

## Сюжет
Учёные приступают к проведению секретного эксперимента, цель которого — исследование взаимодействия человека и дерева в ходе их взаимослияния путём слияния молекул человека и молекул дерева. Результат, который предполагают получить учёные, — человекодерево будет устойчиво по отношению к агрессивной окружающей среде, долговечно, весьма неприхотливо.
На отдалённый лесной полигон отправляется небольшая группа учёных, которые хотят быть и исследователями, и подопытными участниками. Однако лес вовсе не безлюден, как думали учёные. Здесь живёт лесник, его жена, сын и собака. По лесу бродят странные существа, оставшиеся здесь после предыдущего эксперимента.

## В ролях
- Николай Мартон — профессор
- Татьяна Верховская — учёная
- Василий Дерягин
- Валерий Криштапенко
- Владимир Маслов — учёный
- Александр Половцев
- Сергей Чернов
- Даниил Зинченко

## Съёмочная группа
- Режиссёр: Евгений Юфит
- Оператор: Александр Буров
- Сценаристы: Владимир Маслов, Евгений Юфит

## О фильме
«…фильм „Серебряные головы“ убеждает, что некрореализм действительно можно сыграть, что он способен быть предметом не только импровизации, но и режиссуры… Как в каждом получившемся произведении искусства, построенный мир в „Серебряных головах“ живёт и развивается в реальность, уходящую в мысленное пространство за последними кадрами», — Екатерина Андреева.

«Я никому не навязываю свою точку зрения. Мои фильмы свободно ассоциативны. Каждый зритель воспринимает их в силу своего интеллекта, эстетического опыта, психологических качеств», — Евгений Юфит.